# Roger Bertreux
Roger Bertreux, né le 24 avril 1928 à Le Trait (Seine-Maritime) et mort à Vestric-et-Candiac (Gard) le 27 décembre 1988, est un industriel et un homme politique français.

## Biographie
Après des études en agriculture (École d'agriculture d'Hyères (Var)), il entame son parcours professionnel chez « Dunand et Cie » où il se voit confier la gestion de deux propriétés à Valence (Drôme). C'est le début de son engagement dans l'import-export agricole.
En 1963, il crée avec onze autres agriculteurs la coopérative « Conserve-Gard » dotée d’une infrastructure industrielle (usine de fabrication de fruits au sirop) dans le but d’absorber la production fruitière du département,. En effet, une problématique d’écoulement du fruit frais se posait à l’époque en raison de l’essor des plantations de vergers, rendues possibles par l’alimentation en eau du bassin languedocien par le canal d’irrigation du Bas-Rhône.
Il en fut le directeur général jusqu'en décembre 1988, mais également le PDG de la SA « Verjame » (raccourci des Vergers et Jardins de la Méditerranée), qui consacre l’union de « Conserve-Gard » et de « Conserveries St Mamet », l’autre coopérative régionale spécialiste du fruit au sirop. Cette époque marque un grand pas dans l’innovation,et les modes de consommation avec notamment le développement des formats individuels.
En juillet 1978, il participe avec Jacques Blanc alors secrétaire d'État, à l'étude d'un élargissement de la Communauté économique européenne à l'Espagne, au Portugal et à la Grèce.
En 1979, il fait partie des entrepreneurs français sélectionnés pour rencontrer une délégation de dirigeants chinois conduite par Zhao Ziyang, ayant pour mission de créer des partenariats économiques et de développer le rôle des régions dont ils ont la charge. La Chine s'intéresse de près aux progrès de la France dans le secteur agro-alimentaire. En 1982, c'est une délégation Soviétique conduite par M. Koslov, Ministre des Fruits et légumes de l'URSS qui s'intéresse à Conserve-Gard. Roger Bertreux insiste alors sur le caractère "made in France" de la plupart de ses machines et lignes complètes de production.
Durant sa carrière, il occupa diverses fonctions : administrateur de l'institut de développement des industries agro-alimentaires (IDIA), créé par Raymond Barre, administrateur du centre technique des conserves de produits agricoles (CTCPA) et expert technique de l'Oniflhor.
Fidèle de Raymond Barre, il est pressenti pour être nommé Ministre de l'Agriculture en cas de réélection de Valéry Giscard d'Estaing, mais avec la victoire de François Mitterrand en mai 1981, c'est Édith Cresson qui obtiendra finalement ce portefeuille.
En janvier 1985, il crée l'association française interprofessionnelle pour la transformation des fruits et légumes à destinations multiples (AFIDEM), dont il est le président, avec pour mission d'établir et de gérer les relations contractuelles entre producteurs et transformateurs de fruits et légumes à "destinations multiples" (confitures, compotes, fruits au sirop, jus de fruits, distillation, pulpes et purée de fruits, conserves et surgelés).
Il entend ainsi lutter contre les faiblesses des industries coopératives de fruits et légumes transformés (manque de rigueur dans la gestion, méconnaissance du marketing, recherche de l'assistanat)
Selon ses mots, l'AFIDEM doit "insuffler une dynamique de recherche, d'accords entre les producteurs et les industriels, de façon à garantir la pérennité des exploitations, qu'elles soient agricoles, industrielles ou commerciales".

## Détail des mandats
Sur le plan politique, il remplit les mandats suivants :
- Membre associé de la CCI de Nîmes et de la Chambre d'agriculture du Gard,
- Conseiller municipal à la Mairie de Nîmes[12], chargé de l'aménagement du territoire, sous le mandat du maire Jean Bousquet entre 1983 et 1988,
- Conseiller régional du Conseil régional du Languedoc-Roussillon, et Président de la Commission des productions méditerranéennes et des industries agro-alimentaires, sous le mandat de Jacques Blanc.

Ses deux principales contributions à la ville de Nîmes furent la rénovation de la Place d'Assas et la création du golf de Vacquerolles. Une rue du quartier de Vacquerolles porte ainsi son nom.

## Décorations
- Chevalier de l'Ordre du Mérite agricole[13], distinction décernée le 25 février 1974 par Jacques Chirac, alors Ministre de l'Agriculture.
- Chevalier de l'Ordre national du Mérite[14], distinction décernée le 17 juin 1980 par Valéry Giscard d'Estaing, alors Président de la République, sur proposition de Michel Debatisse, Secrétaire d'État aux Industries Agricoles et Alimentaires[15]
- Chevalier de la Légion d'honneur le 26 mars 1987.